# Mihai Bălășescu
Mihai Bălășescu (n. 10 martie 1968 – d. 4 septembrie 2015, Bragadiru) a fost un politician român, participant in 21 decembrie 1989 la Baricada de la Inter , membru CPUN in 1990 ,  din august 2010 secretar general adjunct al Partidului Național Liberal.

## Controverse
În iarna anului 2007, Mihai Bălășescu i-a adresat o înjurătură jurnalistului Robert Turcescu în contextul în care subiectul jurnalistic al lui Turcescu era atunci accidentul auto provocat de Ludovic Orban.
Bălășescu îl sunase atunci pe Robert Turcescu și îi luase apărarea lui Orban, recomandându-se nașul acestuia.
Bălășescu i-a zis atunci ziaristului că acesta ar fi primit bani pentru a-l ataca pe Orban, că ar avea mai multe offshore-uri în Cipru și a încheiat convorbirea cu “îți urez un sincer «Paștele mă-tii», căci «Crăciunul mă-tii» nu pot să-ți zic”.
În august 2010, pe internet a apărut o înregistrare audio care redă o presupusă discuție dintre Mihai Bălășescu, secretar general adjunct al partidului, și o femeie.
Vocea, care pare a fi a lui Bălășescu, mărturisește că a întreținut relații sexuale în biroul lui Crin Antonescu, chiar pe canapeaua acestuia.

## Moartea
În cadrul divorțului a câștigat un automobil la partaj, ceea ce l-a făcut pe fost său socru să se răzbune, ucigându-l. Ulterior fostul socru s-a sinucis.